# آرنو فان در زوت
آرنو فان در زوت (هلندی: Arno van der Zwet؛ زادهٔ ۷ مهٔ ۱۹۸۶) دوچرخه‌سوار اهل هلند است.
از باشگاه‌هایی که در آن رکاب زده‌است می‌توان به تیم دوچرخه‌سواری کوگا اشاره کرد.
وی در مسابقات کشوری و بین‌المللی در مجموع برندهٔ ۱ مدال برنز شده‌است.